# 2月12日
2月12日在公历（平年）当中是第43天，距离一年的结束还有322天（闰年则是323天）。

## 大事记

### 19世紀以前
- 55年：尼禄成为罗马帝国皇位继承者。
- 1138年：金国颁布女真文字。
- 1502年：瓦斯科·达·伽马再次从里斯本出发前往印度。
- 1541年：圣地亚哥建城。
- 1554年：英格兰女王玛丽一世下令在伦敦塔斩首处决遭到废黜的前女王珍·葛雷。
- 1689年：英国非常议会宣布詹姆斯二世已放弃王位，并立玛丽二世和她的丈夫威廉三世为英国共治者。
- 1733年：英国上将詹姆士·奥格尔索普率领殖民者在萨凡纳河建立乔治亚省首府萨凡纳。
- 1772年：法國探險家伊夫·凱爾蓋朗-特雷馬雷克的船隊在尋找未知南方大陸時，發現凱爾蓋朗群島。

### 19世紀
- 1817年：查卡布科战役：何塞·德·圣马丁率领阿根廷和智利反抗军击败西班牙军队。
- 1818年：智利最高执政官贝尔纳多·奥希金斯批准独立宣言，宣布成立智利共和国。
- 1832年：厄瓜多尔正式将太平洋中部的并入领土，并在该群岛设立。
- 1874年：夏威夷王國卡拉卡瓦國王登基。
- 1885年：密歇根州立大学前身密歇根州立农业学校成立，成为美国第一个农业学校。

### 20世紀
- 1904年：中国清朝政府宣布在日俄战争中严守中立。
- 1908年：盛宣怀创办漢陽鐵廠，这是中国第一家钢铁联合企业。
- 1910年：十三世达赖喇嘛出逃印度，清朝政府宣布剥夺其达赖喇嘛称号。
- 1912年：摄政皇太后隆裕太后代表末代皇帝溥仪颁布退位诏书，结束清朝的统治。
- 1914年：中国名流内阁被袁世凯总统解散，由孙宝琦临时内阁取而代之。
- 1922年：庇护十一世当选教宗。
- 1924年：考古学家打开古埃及法老图坦卡门的石棺。
- 1924年：喬治·蓋希文的作品《藍色狂想曲》在紐約愛奧利音樂廳（英语：Aeolian Building (42nd Street)）首演。
- 1930年：“中国自由大同盟”成立。
- 1939年：柯棣华随印度援华医疗队抵达延安。
- 1951年：伊朗國王巴列維舉行大婚。
- 1958年：中国共产党发起“除四害运动”。
- 1980年：香港地鐵修正早期系統「觀塘至中環段」全線通車。
- 1980年：中华人民共和国国务院颂布《中华人民共和国学位条例》。
- 1986年：英法《海峡隧道条约》正式签字。
- 1992年：蒙古國更换國旗。
- 1993年：亚太经济合作组织秘书处成立。
- 1994年：愛德華·孟克的畫作《吶喊》在挪威國家美術館被偷走。
- 1997年：前朝鮮最高人民會議議長黄长烨向大韓民國大使馆寻求政治庇护。
- 2000年：聯合國貿易和發展會議在曼谷开幕。本届大会的主题是：“全球化和新世纪发展战略”。

### 21世紀
- 2001年：科学家首次公布“人类基因组图谱”。
- 2001年：美国太空探测器会合-舒梅克号登陆爱神星，为第一个登陆小行星的探测器。
- 2013年：北韓科學部門在北方地下核子試驗場進行第三次核試驗[1]。
- 2013年：蘇祿國蘇丹賈馬魯基蘭三世之弟拉惹莫達阿茲慕迪基蘭率領逾百人攜帶武器乘船從菲律賓南部進入沙巴索地，與當地警察於拿篤的甘榜丹道發生對峙，開始了“拿篤衝突”。

## 出生
- 528年：元氏，北魏孝明帝元诩之女和唯一的骨肉，为中国历史上第一位称帝的女性，但不被后世承认
- 712年：杜甫，唐朝诗人（770年逝世）
- 1218年：藤原賴經，日本鎌倉幕府第4代征夷大將軍（1256年逝世）
- 1272年：宋少帝赵昺，宋朝末代皇帝（1279年逝世）
- 1760年：扬·拉迪斯拉夫·杜舍克，波西米亞钢琴家、作曲家（1812年逝世）
- 1768年：弗朗茨二世，神聖羅馬帝國末代皇帝、奧地利帝國第一位皇帝（1835年逝世）
- 1800年：約翰·愛德華·格雷，英國動物學家（1875年逝世）
- 1804年：海因里希·冷次，俄國物理學家（1865年逝世）
- 1805年：阿道夫·德拉特，法國鳥類學家（1854年逝世）
- 1809年：亚伯拉罕·林肯，美國政治人物，第16任美國總統（1865年逝世）
- 1809年：查尔斯·达尔文，英国生物学家，演化论奠基人（1882年逝世）
- 1821年：林唐·西蒙斯，英國陸軍軍官（1903年逝世）
- 1828年：乔治·梅瑞狄斯，英國詩人、小說家（1909年逝世）
- 1861年：露·安德烈亚斯·莎乐美，俄羅斯心理分析家和作家（1937年逝世）
- 1865年：凱瑟琳·卡爾，美國畫家、作家（1938年逝世）
- 1876年：威爾·布雷迪，美國律師（1943年逝世）
- 1877年：路易·雷诺，法國實業家，雷諾汽車創始人之一（1944年逝世）
- 1881年：安娜·巴甫洛娃，俄羅斯女演員、古典芭蕾舞者（1931年逝世）
- 1883年：載灃，清攝政王，末代皇帝溥儀生父（1951年逝世）
- 1885年：尤利乌斯·施特莱彻，德国政治人物（1946年逝世）
- 1886年：中野正剛，日本記者、政治人物（1943年逝世）
- 1891年：直木三十五，日本小說家、編劇、導演（1934年逝世）
- 1893年：奥马尔·布拉德利，美國陸軍五星上將（1981年逝世）
- 1896年：傅瑞憲，英國殖民地官員（1943年逝世）
- 1898年：都錦生，中國企業家（1943年逝世）
- 1909年：西格蒙德·拉舍爾，德國黨衛軍醫生（1945年逝世）
- 1910年：李秉喆，韩国企业家、三星集团创始人兼首任会长（1987年逝世）
- 1915年：約瑟夫·P·威廉斯，美國銀行家，Visa公司創辦人（2003年逝世）
- 1918年：朱利安·施温格，猶太裔美國理論物理學家，量子電動力學的創始人之一，1965年諾貝爾物理學獎得主（1994年逝世）
- 1920年：山口淑子，生於中國的日本歌手、演員、政治人物（2014年逝世）
- 1922年：胡先翁，馬來西亞政治人物，第3任马来西亚首相（1990年逝世）
- 1923年：法蘭高·齊費里尼，義大利電影及歌劇導演、政治家（2019年逝世）
- 1927年：森政弘，日本機器人學家
- 1928年：王冶坪，前中国最高领导人江泽民夫人，中华人民共和国前第一夫人
- 1934年：安妮·克鲁格，美國經濟學家
- 1934年：比尔·拉塞尔，前美國NBA職業籃球運動員（2022年逝世）
- 1937年：砂川启介，日本男艺人、演员、主持人（2017年逝世）
- 1937年：维托里奥·埃曼努埃莱·迪·萨伏伊，義大利國王翁貝托二世之子（2024年逝世）
- 1938年：朱迪·布魯姆，美國作家
- 1941年：植村直己，日本冒險家（1984年逝世）
- 1941年：朱經武，華裔美國物理學家
- 1941年：丹尼斯·蘇利文，美國數學家
- 1942年：埃胡德·巴拉克，以色列政治人物，第10任以色列總理
- 1943年：涂敏恆，臺灣作曲家（2000年逝世）
- 1945年：羅文，香港歌手（2002年逝世）
- 1945年：大衛·佛利民，美國自由意志主義思想家和經濟學家
- 1946年：让·埃耶格·恩东，加彭政治人物，前任加彭總理
- 1947年：贾奈尔·辛格·宾德兰瓦勒，印度錫克教組織激進派Damdami Taksal領袖（1984年逝世）
- 1948年：雷洪，台灣演員
- 1948年：雷蒙德·库茨魏尔，美國發明家、未來學家
- 1953年：乔安娜·克恩斯，美國演員、導演
- 1956年：呂有慧，香港演員
- 1956年：何麗全，香港資深電視人
- 1957年：李卓人，香港政界人物
- 1959年：曹西平，台灣男歌手
- 1961年：大衛·格雷伯，美國人類學家（2020年逝世）
- 1961年：米歇爾·馬爾泰利，海地音樂家、政治人物，第44任海地總統
- 1962年：希德·賓特·馬克圖姆·本·朱瑪·阿勒馬克圖姆，杜拜王妃
- 1964年：袁富華，香港男演員
- 1967年：葉玉卿，前香港演員
- 1968年：克里斯多夫·麥肯迪尼斯，美國徒步旅行者（1992年逝世）
- 1968年：喬許·布洛林，美國男演員
- 1969年：洪明甫，南韓足球運動員
- 1969年：戴倫·艾洛諾夫斯基，美國電影導演、編劇
- 1972年：五條真由美，日本女歌手
- 1972年：苏菲·珊曼妮，瑞典創作歌手
- 1973年：索羅斯·奇利瑪，馬拉威經濟學家、政治人物，第7任馬拉威副總統（2024年逝世）
- 1973年：順子，台灣歌手
- 1973年：王景春，中國男演員
- 1973年：塔拉·史壯，加拿大裔美國女演員
- 1974年：林靜儀，台灣立法委員
- 1974年：高木虎之介，日本籍印地賽車手
- 1975年：沙赫扎達·達伍德，巴基斯坦-英國企業家、投資家、慈善家（2023年逝世）
- 1975年：斯科特·波拉德，美國前NBA籃球員
- 1975年：詹小楠，中国演员
- 1976年：西爾維亞·聖，捷克色情女演員
- 1979年：長崎健司，日本動畫導演、演出家
- 1979年：杰西·斯宾塞，澳洲演員、音樂家
- 1980年：胡安·卡洛斯·费雷罗，西班牙職業網球運動員
- 1980年：姬絲汀娜·莉芝，美國演員
- 1981年：李施嬅，香港演員
- 1981年：麗莎·漢尼根，愛爾蘭創作歌手
- 1982年：明石香織，日本女性聲優
- 1982年：金山浩，韓國男演員
- 1983年：筱靖，香港女藝人
- 1984年：彼得·范德尔卡伊，美國游泳運動員
- 1987年：田野麻美，日本女性聲優
- 1987年：韓寶凜，韓國女演員
- 1988年：榮倉奈奈，日本女演員
- 1988年：李世鑫，華裔澳洲男子跳水運動員
- 1988年：麥克·波斯納，美國唱作歌手
- 1989年：金實基，韓國男歌手
- 1989年：金東玄，韓國男子偶像團體BOYFRIEND隊長
- 1990年：朴寶英，韓國女演員
- 1991年：帕特里克·赫爾曼，德國職業足球運動員
- 1991年：安妮·布伊斯，荷蘭女子排球運動員
- 1992年：姜智賢，韓國女子偶像團體SISTAR前成員
- 1992年：風田，台灣男子偶像團體SpeXial成員
- 1992年：謝文欣，香港女歌手、演員
- 1994年：市川美織，日本女子偶像團體AKB48成員
- 1994年：秀彬，韓國女子偶像團體Dal★Shabet前成員
- 1995年：川榮李奈，日本女子偶像團體AKB48成員
- 1996年：森下千咲，日本女性聲優
- 1996年：盧智慧，韓國舞者
- 1997年：，香港女模特兒
- 1997年：木野日菜，日本女性聲優
- 2000年：金志珉，韓國女演員
- 2002年：艾力克斯·波塔爾，法國男子殘疾人游泳運動員
- 生年不詳：堀場美希，日本女性聲優

## 逝世
- 890年：遍昭，日本平安時代僧侶、歌人（816年出生）
- 1479年：萊昂諾爾女王，納瓦拉女王（1426年出生）
- 1554年：簡·格雷女爵，英格蘭女王（1537年出生）
- 1680年：李漁，清朝小說家、劇作家（1611年出生）
- 1798年：斯坦尼斯瓦夫·奧古斯特，波蘭國王、立陶宛大公（1732年出生）
- 1804年：伊曼努尔·康德，德国哲学家（1724年出生）
- 1815年：艾蒂安·德·南蘇蒂，法國陸軍騎兵指揮官（1768年出生）
- 1895年：丁汝昌，北洋水师提督（1836年出生）
- 1897年：赫蘇斯·希門尼斯·薩莫拉，哥斯大黎加政治人物，第4、6任哥斯大黎加總統（1823年出生）
- 1916年：理查德·戴德金，德國數學家（1831年出生）
- 1926年：李完用，韓國政治人物，第7任內閣總理大臣（1856年出生）
- 1942年：赵尚志，东北抗日联军将领（1908年出生）
- 1949年：戴季陶，中國國民黨元老、中華民國國旗歌作詞者。（1891年出生）
- 1958年：馬賽爾·加香，法国共产党创始人之一、国际共运著名活动家（1869年出生）
- 1978年：張文環，臺灣小說家（1909年出生）
- 1981年：布魯斯·弗雷澤，英國海軍元帥（1888年出生）
- 1981年：梁醒波，香港演員（1908年出生）
- 1984年：安娜·安德森，最為知名羅曼諾夫王朝成員假冒者（1896年出生）
- 1987年：雅可夫·泽尔多维奇，苏联天体物理学家（1914年出生）
- 1989年：托馬斯·伯恩哈德，奧地利小說家、劇作家、詩人（1931年出生）
- 1993年：詹姆斯·巴傑爾，英國現代史上年齡最小殺人犯的受害者（1990年出生）
- 1996年：司馬遼太郎，日本小說家，大眾文學的巨匠（1923年出生）
- 2000年：查爾斯·舒茲，美國漫畫家，《花生漫畫》的作者（1922年出生）
- 2003年：李鴻昌，中國話劇、電視劇演員，一級演員（1930年出生）
- 2007年：楊祥發，臺灣科學家（1932年出生）
- 2009年：艾莉森·迪斯·福格斯，美國歷史學家、人權運動者（1942年出生）
- 2010年：路易斯·莫洛尼，西班牙前職業足球運動員、足球教練（1925年出生）
- 2012年：曾紀恩，台灣棒球教練，為中華職棒兄弟象業餘時期以及職棒第一任總教練（1922年出生）
- 2014年：高輝，中國國民黨國家發展研究院院長兼大陸事務部主任（1953年出生）
- 2015年：約翰·P·克拉文，美國科學家（1924年出生）
- 2015年：聂阿兹，马来西亚吉兰丹州务大臣（1931年出生）
- 2018年：罗豪才，中国人民政治协商会议第九届、十届全国委员会副主席，中国致公党第十一届、十二届中央委员会主席（1934年出生）
- 2018年：戈登·班克斯，英格蘭前職業足球員（1937年出生）
- 2019年：亞歷克斯·格羅斯曼，法國-美國物理學家（1930年出生）
- 2020年：吉尔特·霍夫斯塔德，荷兰心理学家（1928年出生）
- 2021年：簡炳墀，香港政治人物，練馬師（1937年出生）
- 2022年：，捷克斯洛伐克製片人、導演（1946年出生）
- 2023年：瓦季姆·阿布德拉希托夫，俄羅斯電影導演（1945年出生）
- 2024年：矢野博丈，日本企業家，大創百貨創辦人（1943年出生）
- 2024年：查克·馬威尼，美國軍人（1949年出生）

## 节假日和习俗
- 紅手日
- 達爾文日